# Koffi Olympio
Koffi Olympio (ur. 18 kwietnia 1975 w Lomé) – togijski piłkarz występujący na pozycji obrońcy.

## Kariera klubowa
Koffi Olympio całą swą profesjonalną karierę piłkarską spędził we francuskich klubach. Jest wychowankiem Beauvais Oise. W 1999 roku przez sezon występował w USM Senlis. Następnie występował w barwach Laleu La Rochelle FC. W 2001 roku podpisał umowę z zespołem AS Moulins. Tutaj w 2004 roku zakończył karierę.

## Kariera reprezentacyjna
Olympio w reprezentacji Togo rozegrał 8 meczów. Zadebiutował w niej w 2000 roku, zaś ostatni mecz rozegrał w 2002. Był także powołany na Puchar Narodów Afryki 2002 w Mali, gdzie reprezentacja Togo odpadła w fazie grupowej. On zaś grał we wszystkich tych pojedynkach: z Wybrzeżem Kości Słoniowej (0:0), Demokratyczną Republiką Konga (0:0) i Kamerunem (0:3).